# Wのチカラ ウーマノミクス オンもオフも楽しむ女性の姿から明日へのヒントを探る
『Wのチカラ ウーマノミクス オンもオフも楽しむ女性の姿から明日へのヒントを探る』（ダブリューのチカラ ウーマノミクス オンもオフもたのしむじょせいのすがたからあすへのヒントをさぐる）は、BSジャパンで2013年10月3日から2015年3月28日まで放送されていたドキュメンタリー番組。

## 概要
近年ビジネスの場において多くの女性が活躍、女性ならではの視点･発想から様々な企業でビジネスチャンスが生まれている。同番組では、生き生きと働く女性を毎回1人取り上げ、女性たちがビジネスの現場で活躍する秘訣や、働きやすい環境、人生の楽しみ方などを探る。
番組のナビゲーター役に渡辺真理がスタジオ出演。オープニング&エンディングとVTR間に登場する。

## 出演
ナビゲーター
- 渡辺真理

コーナー出演
- 大高香世（VoiceVision） - 働く女性の応援団長

## コーナー
- 明日へのサプリ

働く女性の応援団長・大高が毎回働く女性の役に立つトレンド情報を紹介する。VTR。

## スタッフ
- ナレーター：一色令子
- CG：白幡裕彦（博報堂DYMP）
- 編成：田村崇（BSジャパン）
- 編集：大橋正和、竹本歩
- MA：東舘康夫
- ディレクター：森島孝志、笠巻隆、島袋慎、川上優
- 演出：長谷川ゲンタ
- プロデューサー：唐戸智雄・青木美奈子（テレビ東京）、田中毅・橋田優花（博報堂DYMP）、神谷誠（AiSS）
- 制作協力：AiSS
- 協力：日本経済新聞社
- 制作：BSジャパン、博報堂DYメディアパートナーズ